# Ладовщина
Ладовщина (укр. Ладівщина, с 1961 по 2016 г. — Пролетарское) — село в Прилукском районе Черниговской области Украины. Население — 26 человек. Занимает площадь 0,338 км².
Код КОАТУУ: 7424185105. Почтовый индекс: 17524. Телефонный код: +380 4637.

## География
Расстояние до районного центра:Прилуки : (17 км.). Расстояние до областного центра:Чернигов ( 114 км. ). Расстояние до столицы:Киев ( 117 км. ). Расстояния до аэропортов:Борисполь (93 км.). Ближайшие населенные пункты: Приозерное 1 км, мазки и Новый лад 2 км, Перше Травня 3 км.

## Власть
Орган местного самоуправления — Мазковский сельский совет. Почтовый адрес: 17524, Черниговская обл., Прилукский р-н, с. Мазки, ул. Мира, 86.